# Marignac-Laspeyres
Marignac-Laspeyres település Franciaországban, Haute-Garonne megyében. Lakosainak száma 199 fő (2022. január 1.). Marignac-Laspeyres Terrebasse, Alan, Le Fréchet és Martres-Tolosane községekkel határos.

## Népesség
A település népességének változása:
| Lakosok száma | 140  | 102  | 123  | 152  | 206  | 221  | 218  | 206  | 200  | 199  |
|               | 1968 | 1982 | 1990 | 2006 | 2013 | 2015 | 2017 | 2019 | 2020 | 2022 |